# Plexe braquial
El plexe braquial és el plexe format per les branques ventrals dels nervis espinals de les quatre arrels cervicals inferiors i de la primera toràcica (C5-C8, D1). Situat en el coll i l'aixella, passa pel canal cervicoaxil·lar per arribar a l'aixella. Innerva el braç, l'avantbraç i la mà.